# Protein Misfolding Cyclic Amplification
Protein Misfolding Cyclic Amplification (PMCA) ist eine biochemische Technik zur Vervielfältigung von falsch gefalteten Proteinen (Prionen) und wird als Test für Enzephalopathien wie BSE verwendet.
Bei dieser Technik wird eine geringe Anzahl falsch gefalteter Proteine mit einer großen Menge richtig gefalteter Proteine inkubiert, bei der es zu Umwandlungen kommt. Die wachsenden Agglomerate aus falsch gefaltetem Protein werden dann durch Ultraschall-Behandlung gespalten. Auf diese Weise entstehen neue kleinere Agglomerate, die wiederum zu einer Reihe neuer Umwandlungen führen können. Indem man diesen Schritt mehrfach wiederholt, kommt es zu einer schrittweisen Umwandlung von richtig zu falsch gefalteten Proteinen und somit zu einer Vervielfältigung (Amplifizierung) derselben.